# Robert de Douai
Pour les articles homonymes, voir Douai (homonymie).
Robert de Douai, en latin Robertus Douaco, mort le 20 mai 1268, est un homme d'Église français du XIIIe siècle, qui a participé aux côtés de Robert de Sorbon à la création du collège de Sorbonne. Sous le règne de Louis IX, il fait partie, comme Robert de Sorbon, des proches du roi de France.

## Biographie

### Origines familiales et formation
Sa ville d'origine, Douai, fait alors partie du comté de Flandre, fief du royaume de France dirigé par la puissante maison de Flandre, qui à cette époque est maître de Constantinople (Jeanne de Constantinople et Marguerite de Constantinople).

### Carrière
Dans l'Église, il est clerc puis chanoine du diocèse de Senlis.
Il est aussi médecin de la reine Marguerite de Provence, épouse de Louis IX, mais aussi clerc du prince d'Achaïe, maître d'un des États de Grèce byzantine issus de la quatrième croisade.

### Un homme riche
Robert de Douai a une fortune diversifiée : des maisons à Paris, des terres (129 arpents, près de cent hectares) et des liquidités, qui font de lui un homme riche. Il a reçu ces terres du seigneur de Montmirail, de la comtesse de Chailly et surtout de la comtesse de Boulogne. Ces propriétés foncières se trouvent à Roulers et Boulogne, ainsi qu'à Longjumeau et à Louans. Il a à Douai des rentes provenant de l'héritage de son père.

### Le testament de Robert de Douai en faveur du collège de Sorbonne

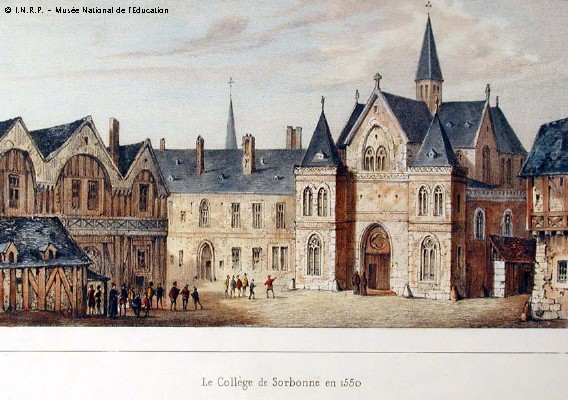
Le collège de Sorbonne au XVIe siècle.

Par son testament du 18 mai 1258, Robert de Douai lègue « quinze cents livres parisis pour de nouveaux écoliers » ainsi que tous les livres de théologie de sa bibliothèque, à l'établissement créé par Robert de Sorbon vers 1255, par la suite appelé « collège de Sorbonne ».
Il lègue à une certaine Marie de Cauda, non identifiée, dix arpents de terres arables, deux de vignes et deux de prés.

### Mort et funérailles
Il meurt deux jours après avoir fait son testament. Ses exécuteurs testamentaires sont Robert de Sorbon et Jean de Benis, chapelain du collège de Sorbonne.

## La confrérie des clercs parisiens de Douai (1330-1778)
Robert de Douai est indirectement à l'origine d'une institution douaisienne de la fin du Moyen Âge et de l'Époque moderne, analogue, à une moindre échelle, à l'académie des Jeux floraux de Toulouse, un des éléments de la réputation de Douai comme l'« Athènes du Nord ».
Un historien régional du XIXe siècle, André-Joseph-Ghislain Le Glay, écrit en 1840 à propos de Douai :
« La confrérie des Clercs parisiens y fut érigée dès l'an 1330 dans l'église Notre-Dame par de jeunes écoliers qui, revenus de Paris où les entretenait la munificence de Robert de Douai, voulurent continuer au sein de leur ville les exercices littéraires et poétiques auxquels ils s'étaient livrés. Nommés tour à tour Clercs et Écoliers de Paris, Clercs du Grand-Pui de Notre-Dame, du Pui de Douai, ils subsistèrent jusqu'en 1778 où Le Grand de Laleu emporta le prix pour la dernière fois. »
Ils s'agit donc au départ d'anciens étudiants de l'université de Paris ayant bénéficié du legs de Robert de Douai au collège de Sorbonne.

## Personnalité homonyme
- Au XIIIe siècle, un orfèvre au nom de Robert de Douay, époux d'Ermeline Oiselette, est connu par une inscription funéraire dans la cathédrale Notre-Dame de Noyon[11].

## Hommages
- Salle Robert de Douai à Douai (rue Fortier)[12]
- Rue Robert de Douai, aussi à Douai[13]